# Chorocidaris
Chorocidaris is een geslacht van zee-egels uit de familie Cidaridae.

## Soorten
- Chorocidaris micca Ikeda, 1941